# Bataille de Johnsonville
Guerre de Sécession
Batailles
Campagne de Franklin-Nashville
- Allatoona
- Decatur
- Johnsonville
- Columbia
- Spring Hill
- Franklin
- 3e Murfreesboro
- Nashville
- Anthony's Hill

La bataille de Johnsonville est livrée les 4 et 5 novembre 1864, dans le comté de Benton, au Tennessee et le comté d'Humphreys, au cours de la guerre de Sécession. Le commandant de cavalerie confédéré , major général Nathan Bedford Forrest termine un raid de 23 jours à travers l'ouest du Tennessee par l'attaque d'une base d'approvisionnement de l'Union à Johnsonville. L'attaque de Forrest détruit de nombreux bateaux sur la rivière Tennessee et des millions de dollars de fournitures, perturbant les opérations logistiques du major général de l'Union George H. Thomas, à Nashville. En conséquence, l'armée de Thomas est entravée dans son plan (finalement réussi) pour défaire l'invasion confédérée du Tennessee du lieutenant général John Bell Hood lors de la campagne de Franklin-Nashville.

## Contexte
L'une des routes critiques utilisées pour l'approvisionnement des forces fédérales dans le Tennessee se trouve sur la rivière Tennessee, les fournitures sont déchargées à Johnsonville, puis expédiées par chemin de fer jusqu'à Nashville. À l'automne de 1864, les fournitures sont principalement destinées à l'armée du Cumberland, commandée par Thomas. Pendant ce temps, l'armée de Hood est en marche à travers le nord de l'Alabama en chemin pour envahir le Tennessee. À la fin de septembre 1864, l'armée de Hood quitte le nord-ouest de la région d'Atlanta, en Géorgie, en espérant que la destruction des lignes de ravitaillement de l'Union attirera  l'armée de l'Union du major général William T. Sherman dans une bataille. Sherman poursuit Hood jusqu'à Gaylesville, en Alabama, mais décide de faire revenir son armée à Atlanta et de la conduire dans une marche vers la mer à travers la Géorgie. Il a donne la responsabilité de la défense du Tennessee à Thomas.
Le lieutenant général Richard Taylor ordonne à Forrest de lancer un raid de cavalerie en un large éventail à travers le Tennessee occidental pour détruire la ligne de ravitaillement de l'Union à Nashville. L'objectif initial de Forrest est le fort Heiman sur la rivière Tennessee au nord de Johnsonville, une possession qui pourrait empêcher les transports de l'Union de parvenir à Johnsonville, en amont de la rivière. Les premiers hommes de Forrest commencent leur chevauchée le 16 octobre 1864. Ils sont épuisés par un précédent raid et Forrest leur donne l'ordre de se disperser, d'obtenir de nouvelles montures et fournitures, et de revenir pour le raid. Forrest commence lui-même à se déplacer vers le nord le 24 octobre et atteint le fort Heiman le 28 octobre, où il met en place l'artillerie. Le 29 octobre et le 30 octobre, ses tirs d'artillerie provoquent la capture des bateaux à vapeur Mazeppa, Anna, et Venus, ainsi que de la canonnière Undine. À ce stade, l'Union arrête l'approvisionnement par la rivière à Johnsonville.
Forrest répare deux des bateaux, Undine et Venus, pour les utiliser comme une petite flottille d'appui à son attaque contre Johnsonville. Les bateaux et ses cavaliers partent le 1er novembre 1864, tandis que la composante terrestre de son expédition rencontre des conditions routières difficiles à la suite des récentes pluies. Le 2 novembre, la flottille de Forrest est contestée par deux canonnières de l'Union, le Key West et le Tawah, et le Venus s'échoue et est capturé. Les fédéraux envoient six canonnières supplémentaires de Paducah, dans le Kentucky, et le 3 novembre, ils engagent dans des duels d'artillerie avec les positions confédérées solides à l'une des extrémités de l'île Reynoldsburg, près de Johnsonville. La flotte fédérale a des difficultés pour soumettre ces positions et sont occupées alors que Forrest prépare sa force pour l'attaque contre Johnsonville

## Bataille

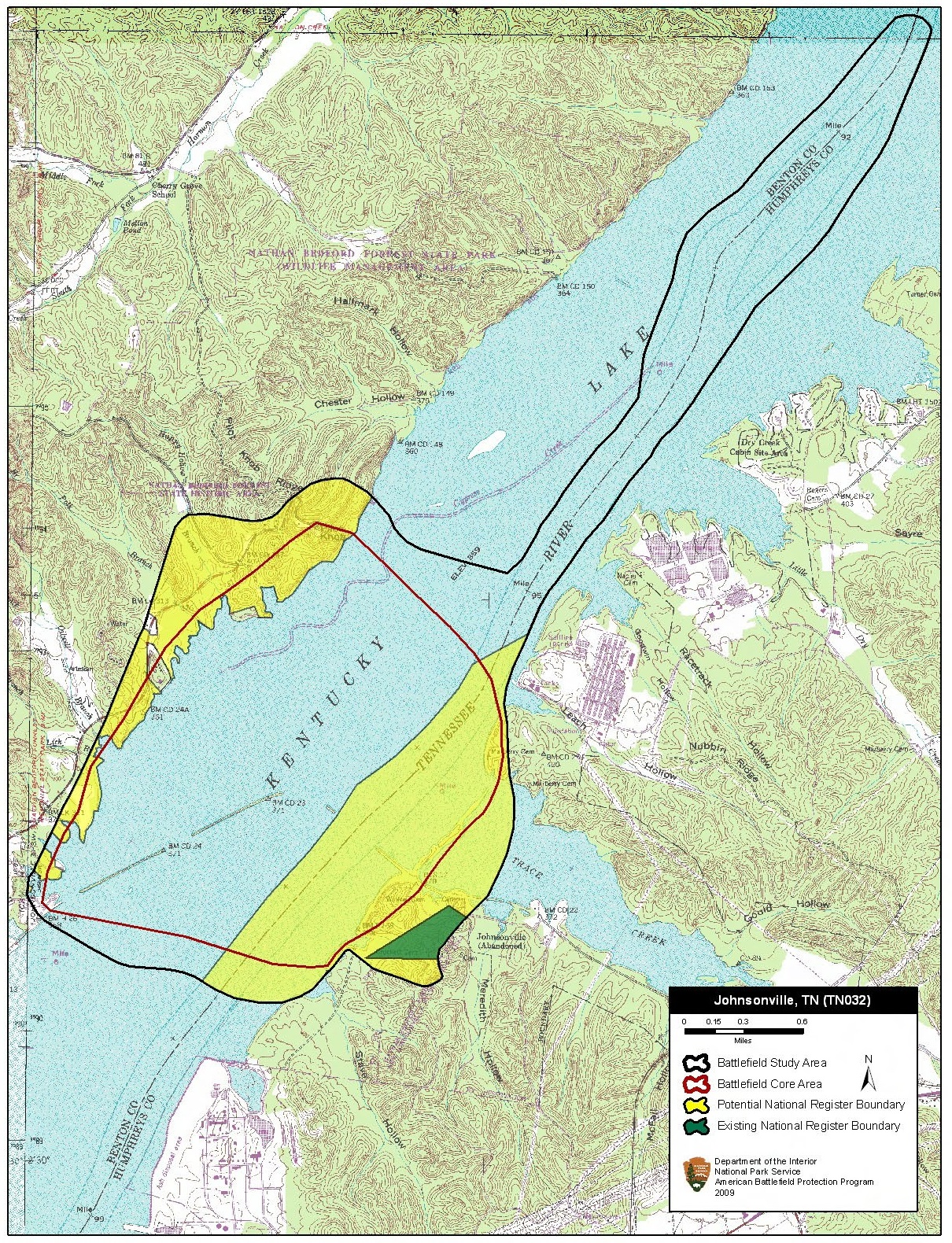
Carte du champ de bataille de Johnsonville et des zones d'étude par le programme de protection des champs de bataille américains.

Le soir du 3 novembre 1864, l'artilleur de Forrest, le capitaine John Morton, positionne ses canons à travers la rivière en face de la base d'approvisionnement fédérale à Johnsonville. Le matin du 4 novembre, le Undine et les batteries confédérées sont attaqués par trois canonnières de l'Union de Johnsonville sous les ordres du lieutenant de la marine des États-Unis Edward M. King et par les six canonnières Paducah sous les ordres du capitaine de corvette LeRoy Fitch. Le capitaine Frank M. Gracey (un ancien capitaine de bateau à vapeur qui sert alors comme cavalier confédéré), abandonne le Undine, lui met le feu, ce qui a causé l'explosion de son magasin à munitions, mettant fin à la brève carrière en tant que commandant de la marine de Forrest. Malgré cette perte, l'artillerie à terre confédérée est tout à fait efficace en neutralisant la menace des flottes fédérales. Fitch est réticent à engager ses canonnières Paducah dans le chenal étroit entre l'île Reynoldsburg et la rive occidentale, donc, se limite à des tirs à longue portée. King faiblit sous les tirs confédérés qui frappent l'un de ses navires 19 fois, et retourne à Johnsonville
Les canons du capitaine Morton bombardent le dépôt d'approvisionnement de l'Union et les 28 bateaux à vapeur et barges positionnées sur le quai. Toutes les trois canonnières de l'Union—Key West, Tawah, et Elfin—sont mises hors service ou détruites. Le commandant de garnison de l'Union ordonne que les navires d'approvisionnement soient incendiés pour éviter leur capture par les confédérés. Forrest observe, « de nuit le quai sur près d'un mile en amont et en aval de la rivière présente une solide bande de flammes. ... Ayant achevé l'œuvre conçue pour l'expédition, j'ai déplacé mon commandement de six miles au cours de la nuit à la lumière des biens en feu de l'ennemi ».

## Conséquences
Forrest cause d'énormes dégâts à très faible coût. Il signale seulement 2 hommes tués et 9 blessés. Il décrit les pertes de l'Union à 4 canonnières, 14 transports, 20 barges, 26 pièces d'artillerie, 6 700 000 $ (109 523 617) de valeur en biens, et 150 prisonniers. Un officier de l'Union décrit la perte monétaire à 2 200 000 $ (35 962 979). Une autre conséquence de ce raid est que le haut commandement de l'Union devient de plus en plus nerveux au sujet du plan de Sherman de passer à travers la Géorgie au lieu d'affronter directement Hood et Forrest. Le commandement de Forrest, retardé par de fortes pluies, part vers Perryville, au Tennessee, et atteint finalement Corinth, au Mississippi, le 10 novembre 1864. Durant le raid, le 3 novembre, le commandant du théâtre confédéré, le général P. G. T. Beauregard affecte la cavalerie de Forrest à l'armée du Tennessee de Hood pour la campagne de Franklin-Nashville. Hood choisit de retarder son avance de Tuscumbia, en Alabama, dans le nord du Tennessee, jusqu'à ce que Forrest soit en mesure de faire le lien avec lui le 16 novembre.

## Mémoire
La bataille de Johnsonville est maintenant l'objet de deux parcs d'État du Tennessee : le parc d'État Nathan Bedford Forrest, qui est situé sur la rive de la rivière du comté de Benton, et la parc historique d'État de Johnsonville, qui est situé du côté du comté d'Humphreys.